# Средства массовой информации Ярославля
В Ярославле широко представлены как центральные, так и местные (городские и областные) средства массовой информации.

## Электронные СМИ
Передача телевизионных и радиовещательных сигналов на территории города обеспечивается Ярославским филиалом ФГУП «РТРС». Действует башня областного радиотелевизионного передающего центра на улице Володарского, а также мощная радиотелевизионная передающая станция в посёлке Дубки в 14 км южнее Ярославля.
Помимо этого, ряд студий обеспечивают покрытие районов города кабельным телевидением, транслирующим массу российских и зарубежных каналов. Среди местных телестудий — ГТРК «Ярославия», «Городской телеканал», «ЯПервый» (до марта 2025 года — Первый Ярославский).
Действует целый ряд местных радиостанций, обеспечивается вещание некоторых общероссийских радиостанций. Работает целый ряд общегородских информационных интернет-сайтов, информационное агентство «YarLand».

### Телеканалы
| ТВК | Название                                                                 | Передатчик, мощность (кВт) | Лицензия на вещание   |
| --- | ------------------------------------------------------------------------ | -------------------------- | --------------------- |
| 26  | Солнце (с 14 декабря 2022 года)                                          | Дубки, 2 кВт               | № 21108 от 20.06.2012 |
| 36  | Второй мультиплекс цифрового телевидения России (с 13 августа 2014 года) | Дубки, 5 кВт               | Общая                 |
| 39  | Первый мультиплекс цифрового телевидения России (с 9 сентября 2013 года) | Дубки, 5 кВт               | Общая                 |

### Радиостанции
| Частота   | Название                          | Сайт                               | RDS | Время | Телецентр           | Мощность | Высота подвеса |
| --------- | --------------------------------- | ---------------------------------- | --- | ----- | ------------------- | -------- | -------------- |
| 73,94 УКВ | «Маруся FM»                       | marus.fm / artvis.ru               | +   | 0-24  | РТПС «Дубки»        | 1 кВт    | 233 м          |
| 93,0 МГц  | «Радио Родных Дорог»              | radiord.ru                         | +   | 0-24  | РТПС «Дубки»        | 0,49 кВт | 190 м          |
| 93,6 МГц  | «Business FM»                     | www.bfm.ru / artvis.ru             | +   | 0-24  | РТПС «Дубки»        | 1 кВт    | 190 м          |
| 95,8 МГц  | «Радио Искатель»                  | radioiskatel.ru / artvis.ru        | +   | 0-24  | РТПС «Дубки»        | 1 кВт    | 230 м          |
| 96,2 МГц  | «Радио Комсомольская Правда»      | yar.kp.ru/radio                    | +   | 0-24  | РТПС «Дубки»        | 1 кВт    | 173 м          |
| 96,6 МГц  | «Радио Шансон»                    | radioshanson.ru / artvis.ru        | +   | 0-24  | ул. Чкалова, д. 2   | 0,1 кВт  | 65 м           |
| 98,3 МГц  | «Радио Вера»                      | radiovera.ru                       | +   | 0-24  | РТПС «Дубки»        | 0,25 кВт | 173 м          |
| 98,7 МГц  | «Радио Гордость»                  | www.радиогордость.рф               | +   | 0-24  | РТПС «Дубки»        | 1 кВт    | 150 м          |
| 99,1 МГц  | «Радио России» / «ГТРК Ярославия» | radiorus.ru / vesti-yaroslavl.ru   | +   | 0-24  | РТПС «Дубки»        | 1 кВт    | 173 м          |
| 99,5 МГц  | «Новое радио»                     | newradio.ru / artvis.ru            | +   | 0-24  | РТПС «Дубки»        | 1 кВт    | 130 м          |
| 99,9 МГц  | «Вести FM» / "ГТРК Ярославия      | radiovesti.ru / vesti-yaroslavl.ru | -   | 0-24  | РТПС «Дубки»        | 1 кВт    | 173 м          |
| 100,6 МГц | «Love Radio»                      | www.loveradio.ru / artvis.ru       | -   | 0-24  | АМС РРС «Ярославль» | 0,25 кВт | 106 м          |
| 101,1 МГц | «Радио ENERGY»                    | energyfm.ru / artvis.ru            | -   | 0-24  | АМС РРС «Ярославль» | 0,25 кВт | 114 м          |
| 101,7 МГц | «Радио 7 на семи холмах»          | radio7.ru / artvis.ru              | +   | 0-24  | РТПС «Дубки»        | 1 кВт    | 228 м          |
| 102,2 МГц | «Ретро FM»                        | retrofm.ru / artvis.ru             | +   | 0-24  | РТПС «Дубки»        | 1 кВт    | 256 м          |
| 102,6 МГц | «Русское радио»                   | rusradio.ru / artvis.ru            | +   | 0-24  | РТПС «Дубки»        | 1 кВт    | 231 м          |
| 103,3 МГц | «Радио Дача»                      | radiodacha.ru / artvis.ru          | +   | 0-24  | РТПС «Дубки»        | 1 кВт    | 222 м          |
| 103,8 МГц | «Дорожное радио»                  | dorognoe.ru / artvis.ru            | +   | 0-24  | РТПС «Дубки»        | 1 кВт    | 253 м          |
| 104,5 МГц | «Авторадио»                       | avtoradio.ru / artvis.ru           | +   | 0-24  | РТПС «Дубки»        | 1 кВт    | 230 м          |
| 105,1 МГц | «Европа Плюс»                     | europaplus.ru / artvis.ru          | +   | 0-24  | РТПС «Дубки»        | 1 кВт    | 234 м          |
| 105,6 МГц | «Хит FM»                          | hitfm.ru / https://gtk.tv/hitfm    | +   | 0-24  | АМС РРС «Ярославль» | 0,25 кВт | 106 м          |
| 106,5 МГц | «Маруся FM»                       | marus.fm / artvis.ru               | +   | 0-24  | РТПС «Дубки»        | 1 кВт    | 234 м          |
| 107,0 МГц | «Детское радио»                   | deti.fm                            | +   | 0-24  | РТПС «Дубки»        | 1 кВт    | 212 м          |
| 107,9 МГц | «Радио Маяк»                      | radiomayak.ru / vesti-yaroslavl.ru | -   | 6-1   | РТПС «Дубки»        | 1 кВт    | 130 м          |

### Интернет-сайты, сетевые издания и информационные агентства
- 76.ру (как сайт с 2001 года, как новостное издание с 26 августа 2011 года)[12]
- Эхо 76 (с 12 января 2015 года)[13]
- www.progorod76.ru[14]
- ЯРКУБ (с 2010 года)[15]
- ЯрНьюс (со 2 октября 2012 года) — филиал ИА REGNUM[16]
- Ярновости (с 2011 года)[17]
- Комсомольская Правда в Ярославле
- Аргументы и Факты в Ярославле
- Градньюз (ГОРОД) (с августа 2018 года)[18]
- Yar.life (с августа 2018 года)[19]
- Улица Свободы (с сентября 2011 года)[20]
- Новый Вестник
- Ярославский регион (с 2016 года)[21]
- Ярославский агрокурьер (с 2020 года)[22]
- Российское информационное агентство «Национальный альянс» (с 2007 года)[23]
- Медицинское информационное агентство «Здоровье и защита пациентов: новости здравоохранения, медицины и фармации»[24]
- Российское сетевое издание «Первый национальный» (с 2014 года)[25]
- Городские новости. Ярославль[26]
- ЯПервый (ранее — Первый Ярославский областной телеканал)[27]

## Печатные СМИ
В городе выходят в свет несколько старейших печатных изданий («Северный край», «Ярославский регион» — бывшая «Юность»), а также официальные печатные органы правительств РФ и Ярославской области — верхневолжский филиал «Российской газеты» и «Губернские вести». Помимо этого, выпускается ряд местных версий общероссийских изданий (например, «Аргументы и Факты — Ярославль», «Комсомольская правда — Ярославль» и др.), выходят многочисленные местные издания информационного, развлекательного и рекламного характера.

### Газеты
- Городские новости (выходит с 1 марта 1990 года, два раза в неделю — по средам и субботам)[29];
- PRO ГОРОД Ярославль[30] (с 2013 года)
- Северный край — Ярославский регион[31] (выходит с 20 января 2013 года, один раз в неделю)[32];
- Комсомольская правда — Ярославль
- Караван-РОС (с 1994 года)[33]
- Аргументы и Факты — Ярославль (с 1999 года)[34]
- Ярославский агрокурьер (с 1991 года)[35][36]
- Ярославский агрокурьер — «Деловой Вестник»
- Вечерний Ярославль (выходит с 2001 года)[37];
- Российская газета — Верхневолжское представительство[38]
- Северная магистраль (с 1975 года)[39]
- Работа в Ярославле[40]
- Советская Ярославия (с 1999 года)[41]
- Наш Ярославль (с декабря 2019 года) — приложение к газете «Городские новости»
- Голос профсоюзов (с 20 января 1990 года)[42][43]
- Документ-регион[44]
- Нуга Бест (с 2015 года)[45]
- СПРАВЕДЛИВАЯ РОССИЯ в Ярославской области (с 2016 года)[46]
- Окно в НКО[47] (с 2018 года)
- За педагогические кадры[48]
- Дорога. Транспорт. Пешеход.[49]
- ЛДПР Ярославль[50]
- Вестник Совета муниципальных образований Ярославской области[51]
- Новости региона. Ярославская область[52]

Вестник Уполномоченного по правам человека в Ярославской области "Имеем право!"
Официальный бюллетень фонда содействия социально-экономическому развитию Ярославской области "Ярославия"

### Журналы
- Деловые вести Ярославии[55] (выходит с 1992 года)[56];
- Социальный партнёр
- Элитный квартал (выходит с 2004 года)[57][58]
- Вестник АПК Верхневолжья (выходит с марта 2008 года)[59];
- Дело
- Ярославский педагогический вестник (с 1994 года) — журнал Ярославского государственного университета им. П. Г. Демидова
- Моделирование и анализ информационных систем (с 1999 года) — журнал Ярославского государственного университета им. П. Г. Демидова
- Вестник ЯрГУ. Серия Гуманитарные науки (с 2007 года) — журнал Ярославского государственного университета им. П. Г. Демидова
- Теоретическая экономика (с 2011 года) — журнал Ярославского государственного университета им. П. Г. Демидова
- Социальные и гуманитарные знания (с 2015 года) — журнал Ярославского государственного университета им. П. Г. Демидова

## Закрытые СМИ

### Телеканалы
- Центр ТВ (1996—2001)[60]
- Я24 (закрыт в 2013 году)[61]
- Независимое ТелеМедиа (НТМ) (2001—2014)[62]
- ЯрТВ[63]
- ЯТС
- ВТС[64]

Телепередачи
- Телекомпания Тракт[65]
- Ярославское телевидение (ЯТВ)[66]
- Ярославская служба новостей[67]
- Коммуналка[68]
- Волжский ветер[69]
- На заметку ярославскому доктору[70]
- Ярославский телеканал[71]
- Новый город[72]
- ГТ плюс[73]
- Наше телевидение (Наше ТВ)[74]
- Цена вопроса[75]
- Ярославская студия телевидения (ЯСТ)[76]
- Ярославские кабельные сети (ЯКС)[77]
- МЭТР-ТВ[78]
- ТВ-6 Ностальжи[79]
- Новости Ярославля[80]
- Ярославская Марка[81]
- Презент[82]
- Аврора[83]
- Новостины[84]
- Ярославская губерния[85]
- МТС-Киноканал[86]
- Региональная телестанция(РТС)[87]
- "Независимая телевизионная компания «Гранат»[88]
- "Независимая телевизионная компания «Заволжье» ("НТК «Заволжье»)[89]

### Радиостанции
- Родник[90]
- Радио Элис[91]
- Радио Волга[92]
- Канал «Мелодия» Ярославль[93]
- TopXRadio[94]
- Радио «Тракт»[95]
- Fonari radio[96]
- Два слона[97]

Интернет-радиостанции Ярославля
- Молодёжное радио МОРС

Радиопрограммы
- Ярославль 1000[98]
- НТМ-Радио (до 2009 года)[99]
- Ярославский талисман[100]
- На заметку доктору. Ярославль[101]
- Бакен[102]
- Хит ФМ — Ярославль[103]
- Новости 73.9[104]
- Гармония[105]
- Радио 73. Ярославль[106]
- Радио Дикон[107]
- Аврора[108]
- Центр-радио[109]

### Газеты
- Ярославский политолог (до 2013 года)[110]
- Сталинская смена (16 мая 1936 — 14 июля 1937, 3 апреля 1952 — 31 августа 1956);[111]
- Юность (1 сентября 1956 — 30 сентября 2009 года, март 2010 — конец 2012 года);[112]
- Северный рабочий (1 июля 1922 — 30 ноября 1991)[113];
- Северный край (1 декабря 1898 — 16 декабря 1905, 3 декабря 1991 — 16 января 2013)[114][115]
- Провинция (до 2022 года?)[116]
- Ярославский регион (7 октября 2009 — 13 февраля 2013 года)[117][118]
- Губернские вести (1995—1998)[119][120]
- Здоровье (1996—2013)[121] — приложение к газете «Губернские вести»
- Золотое кольцо (1990 — 1 января 2013 года)[122][123]
- Ярославская сваха (закрыта в 2013 году по решению учредителей)[124]
- Из рук в руки. г. Ярославль (закрыта в 2018 году)[125]
- Ярославская беседка (до 2010 года)[126]
- Соль Земли Ярославской (до 2011 года)[127]
- ТV в Ярославле (до 2012 года)[128]
- Мадинат аль-Ислам (Город мира) (2001-2002)[129]
- Мой Ярославль (закрыта в 2016 году)[130]
- Такие дела (до 2012 года)[131]
- Власть-бизнес-политика г.Ярославль (до 2011 года)[132]
- Автопробег Ярославль (2001-2002)[133]
- Сейчас в Ярославле (до 2011 года)[134]
- В кольце событий (до 2009 года)[135]
- Информационное приложение. Рико ЭКСПРЕСС (2000—2010)[136]
- РИКО экспресс (выходила с 1 августа 1997 по 2017 год)[137][138];
- Ярославская народная газета (до 2011 года)[139]
- РИКО-ПРЕСС (1994—2019)[140]
- Ярославль — Родной Город (2008—2014)[141][142]
- Ярославская неделя (как приложение с 1967 года, как отдельное издание с 1990 по 2010 год)[143]
- Областная неделя (2003—2005)[144]
- Ярославские страницы (февраль 2005—2011)[145][146]
- Северная пчела (1990—2010)
- Телесеть Ярославль (2009—2010)[147]
- Криминальный Ярославль[148];
- Ярославские новости (1999—2010)[149]
- Ярославский криминальный корреспондент (2001—2009)[150]
- Ярославский экран (с 1999 года)[151]
- Ярославские епархиальные ведомости (1860—1917, 1991—2021[152])[153]
- Православный Ярославль (1999—2010)[154]
- Славянский рубеж (до 2007 года)[155]
- Смирновъ (2006—2016)[156]
- Единство и Отечество. Ярославль (2002—2011)[157]
- Ярославский избиратель (1999—2012)[158]
- Голос (19 февраля 1909 — ноябрь 1917)[159]
- Ярославские губернские ведомости (6 марта 1831—1917 года)[160]
- Путь молодёжи (3 декабря 1920 — сентябрь 1921)
- Красные резервы (сентябрь-октябрь 1921)
- Известия (октябрь 1921 — февраль 1923)
- Комсомолец (февраль-апрель 1923)
- Северный комсомолец (июнь 1925—1929)
- Сталинец (июль 1932 — февраль 1933)
- Авто 76 (2007—2009)[161]
- Время торжества 76 регион (2012—2013)[162]
- Газета объявлений и рекламы КУПИ 76.ру (2011—2012)[163]
- Регион 76 (2007—2010)[164]
- Сорока 76 регион (2015—2017)[165]
- Сорока 76 регион: Строительство и ремонт (2015—2017)[166]
- Московский комсомолец «МК в Ярославле» (1998—2018)[167]
- Каучук (с 1994 года)[168]
- Охрана.Сыск.Безопасность (до 2010 года)[169]
- Новый вестник. Ярославль (2006—2021)[170]
- Известия (с июля 2007 года) — региональный выпуск на Владимирскую, Вологодскую, Ивановскую, Костромскую и Ярославскую области[171]
- Экономика региона — приложение к газете «Известия»[172]
- Русский народ (1906 — 25 декабря 1910 года)
- Ярославский посредник (1902 — июнь 1904)
- Ярославский вестник (июнь 1904 — 28 февраля 1906 года)
- Ярославская сплетница (2001—2007) — приложение к газете «Золотое кольцо»
- Очарованный странник (1992—1996)
- Ветераны и молодёжь (2003—2013)
- Ярославский спорт (1993—1997)
- Спорт-БРАВО (1997—1998)
- Спортивная неделя (2000—2004)[173]
- Прайм-сфера (1997—2000), с 2000 года выходит как журнал
- Аргументы недели (до 2018 года)[174]
- Северный путь (1933—1960) — предшественник «Северной магистрали»
- Вольное слово (1990—1993)
- Ярославский купец (до 2013 года)[175]
- Ярославский почтальон (до 2009 года)[176]
- Ваш успех-Ярославль (до 2009 года)[177]
- PRO рекл@му (до 2010 года)[178]
- Альфа-техника (до 2013 года)[179]
- Рыбакам и охотникам (до 2013 года)[180]
- ЕВРО ОФИС Ярославль[181]
- Криминальное чтиво-Ярославль (до 2013 года)[182]
- Темы и лица (фактически не выходила)
- Золотой Медведь (до 2010 года)[183]
- Новая городская газета. Ярославль (до 2011 года)[184]
- Больше энергии[185]
- 3 Д (до 2007 года)[186]
- АвтоСоветник (до 2016 года)[187]
- Сбергазета (до 2016 года)[188]
- Записки рекламиста (до 2013 года)[189]
- Твоя работа - в твоих руках (до 2009 года)[190]
- Точка зрения — Ярославль (до 2010 года)[191]
- Новый Перекоп-Ярославль (до 2012 года)[192]
- Идеа Инфо / Idea Info[193]
- Энергия Севера (до 2018 года)[194]
- Профессионал-Ярославль (до 2013 года)[195]
- Охрана. Сыск. Безопасность (до 2010 года)[196]
- Программа телепередач кабельного телевидения[197]
- Женский мир. Ренессанс (до 2012 года)[198]
- Время НТМ. («Время науки, технологии, менеджмента»)[199]
- Газета о телевидении Телесеть[200]
- Автомобилист (с ноября 1929 года, позже выходила под названием «Заводская жизнь»[201])
- Суздалка[202]
- На стройке (с 1930 года, позже выходила под названиями «Резиногигант», «Заводская правда»)
- За кадры (с 1932 года, позже выходила под названием «За педагогические кадры»)
- Тур-экспресс газета[203]
- ТелеСемь в Ярославле (до 2010 года)[204]
- Ярослав Мудрый[205]
- Нефтехимик (до 2021 года)[206]
- Ярославская марка (1998—2011)[207]
- Брагино[208]
- Наше Брагино (2003-2005)[209]
- Ярославская губерния[210]
- ДАТА. Дизельная аппаратура. Топливная аппаратура.[211]
- Дизельная аппаратура. Топливная аппаратура.[212]
- Афиша Ярославль[213]
- Наш дом-Ярославль[214]
- Мой город — Ярославль[215]
- Сарафан Gazzetta[216]
- ЯРОСЛАВСКИЙ ВЕТЕРАН[217]
- Народный контроль. Ярославль[218]
- Городской совет[219]
- Наш дом - Пятерка (2003-2005[220], 2017-2019[221])
- Колокол (2019-2022)[222]
- Ваше здоровье, Ярославцы! (~2000-~2024)[223]
- Жизнь — Ярославль
- Российский деловой союз[224]
- Антенна-Телесемь в Ярославле[225]
- Работа для Вас. Ярославский выпуск (с 2019 года)[226]
- Ва-Банк (1995 — май 2018 года)[227]
- Ва-банкъ. Ярославский выпуск (с мая 2018 года)[228]
- Телесеть - Ярославль (2009-2010)[229]
- Ярославские ветераны (с 2001 года)[230]
- Ярославская газета (с 2001 года)[231]
- Новая ярославская газета (2015-2017)[232]
- Любимый город Ярославль (с 2002 года)[233]
- Здоровья Вам ! (с 2002 года)[234]
- Норский посад (2002-2005)[235]
- Раздолье (с 2002 года)[236]
- Субботея (с 2002 года)[237]
- Запасной Выход (2002-2004)[238]
- Ярославль. RU (2002-2009)[239]
- Киска - Икс (2004-2005)[240]
- Правильная газета (до 2011 года)[241]
- Ярославская правда (с 2002 года)[242]
- Мир твоих достижений (с 2002 года)[243]
- Новый Северный край (2003-2011)[244]
- Новоселье (с 2003 года)[245]
- Газета фонда социальной поддержки (2003-2005)[246]
- Доброе дело на Земле (2003-2005)[247]
- Компаньон пресс (2003-2005)[248]
- Недвижимость Ярославля (с 2003 года)[249]
- Яроблтур. Газета о туризме (с 2004 года)[250])
- Ярославская молва (с 2004 года)[251]
- Бизнеском (с 2003 года)[252]
- Ярославская рыбалка (2004-2008)[253]
- Газета Фрунзенского района "Арсенал - Союз" (2008-2010)[254]
- Вторник (с 2004 года)[255]
- Экспресс газета. Ярославль (с 2002 года)[256]
- Сваха (закрыта в 2014 году по решению учредителей)[257]
- Ярославский садовод и животновод (с 1992 года)[258]
- Христианское единство (с 1996 года)[259]
- Рос-Комерс[260]
- Попутный ветер (с 1999 года)[261]
- Никаких секретов (с 1992 года)[262]
- Медведь-пресс[263]
- Лучкино (с 1996 года)[264]
- Конкурент (с 1993 года)[265]
- Заводские известия (с 1990 года)[266] — газета Ярославского завода топливной аппаратуры
- Домовой (с 1993 года)[267]
- Вайнах (с 1997 года)[268]
- Права пенсионера (с 2000 года)[269]
- Наша пятерка (2000-2004)[270]
- Мой выбор (с 1999 года)[271]
- Верхневолжский коммерсант (с 1997 года)[272]
- НАШ ДОМ Дзержинский район (2008-2011)[273]
- Теле-Дневник (2008-2010)[274]
- Ваш личный юрист (2008-2011)[275]
- Ярославия (с 2000 года)[276]
- Ярославские вести (с 1996 года)[277]
- Ярославская урожайная (с 1999 года)[278]
- Совершенно верно (1999-2002)[279]
- Ярославские просторы (с 1999 года)[280]
- Оптовая ярмарка (с 1999 года)[281]
- Просто новости (с 1999 года)[282]
- Курьер новостей (с 1999 года)[283]
- Гремиха (с 2000 года)[284]
- YES - today (с 2000 года)[285]
- Всё для Вас-Ярославль (2011-2015)[286]
- Информация о товарах и услугах (с 2000 года)[287]
- Деловой меридиан (2000-2002)[288]
- Преступление и правосудие (2002-2004)[289]
- "Моя реклама. Ярославль" (2008-2010)[290]
- "Совершенно секретно - версия в Ярославле" (с 2003 года)[291]
- Куда пойти учиться. Верхневолжье (2019-2020)[292]
- Ярославцы против наркотиков (2008-2009)[293]
- Быть может (с 1993 года)[294] — газета департамента государственной службы занятости Ярославской области.
- Ярославский студент (с 1992 года)[295] — совместная газета управления информатизации и технических средств администрации Ярославской области, ЯГПУ, ЯГМА, ЯрГУ имени П.Г. Демидова, ЯГТУ.
- Компьютерра + Ярославль (до 2007 года)[296];
- Губернский экспресс (с 2000 года)[297]
- Кто есть кто в Ярославской области и за ее пределами[298]
- Рекламный меридиан[299]
- Паровоз (с 2000 года)[300]
- Эрогенная зона (с 2000 года)[301]
- ЯН-Сити (2007-2010)[302]
- Газета фонда В. Блатова (2005)[303]
- ЯШЗ-вездеход (2005-2014)[304] — газета профсоюзной организации Ярославского шинного завода
- 100 советов ярославцам (2008-2010)[305]
- Ярославский инвалид (с 2009 года)[306]
- Лицом к человеку (с 1997 года)[307] — газета ФСИН по Ярославской области
- Яромир (с 2009 года)[308]
- Без запретов (2009-2010)[309]
- Деловая среда. Ярославская область (2009-2010)[310]
- Ярославский рубеж (с 2009 года)[311]
- ЯТС Пульт (с 2009 года)[312]
- Моя реклама наша газета (2009-2011)[313]
- Волжский рекламный вестник (с 2001 года)[314]
- Фортуна (с 1999 года)[315]
- Авто-Хамелеон (с 1997 года)[316]
- Автолига (с 2000 года)[317]
- Родной край. Ярославский район (с 2007 года)[318]
- Наш двор. Районная газета (2008-2010)[319]
- ОПОРА ЯРОСЛАВИИ (2010-2012)[320]
- Управдом в Ярославской области (с 2010 года)[321]
- Про зрение - Ярославль (2010-2012)[322]
- Ярославский край (с 2014 года)[323]
- Ваша газета-Спутник Ярославля (2010-2012)[324]
- Мой дом 2 (2010-2012)[325]
- Деловая среда. Business review (2011-2014)[326]
- Купи.ру-Ярославль (2010-2012)[327]
- ГЕНЕРАЛЬНЫЙ ПОСТАВЩИК (с 2011 года)[328]
- МИР ПРОДУКТОВ (с 2011 года)[329]
- РЕАЛ-газета (с 2011 года)[330]
- Sport way (2011-2013)[331]
- Информационно-аналитическое издание Родной край (2009-2014)[332]
- Предпринимательская ПРАВДА (2009-2010)[333]
- Мой дом. Горячая линия ЖКХ (2009-2013)[334]
- Ваш энергопартнер (с 2010 года)[335]
- Есть КОНТАКТ (2011-2014)[336]
- ПРАВДА. ПОРЯДОК. СПРАВЕДЛИВОСТЬ (с 2010 года)[337]
- ФАН - сектор (2009-2011)[338]
- ТАНДЕМ ВСЁ ДЛЯ ДОМА И СЕМЬИ (с 2013 года)[339]
- События. Факты. Комментарии (с 2012 года)[340]
- Ярославский Дозор (с 2012 года)[341]
- Ярославль Today (с 2012 года)[342]
- Ярославская экономика (2012-2013)[343]
- Здоровья Вам! (с 2012 года)[344] — газета Ярославской областной клинической больницы.
- Блоги (с 2013 года)[345]
- Ваша Газета-Ярославль (2013-2015)[346]
- Бесплатно. Город. (с 2013 года)[347]
- НАША ЗАГОРОДНАЯ ЖИЗНЬ (2013-2014)[348]
- Ярославский курьер (с 23 мая 2013 года по 2016 год)[349]
- Народный управдом (2013-2015)[350]
- ПРАВОВОЙ СТАТУС (2013-2016)[351]
- Теплый дом Газета о ЖКХ (с 2013 года)[352]
- Полезно для пенсионера. Ярославль (2013-2015)[353]
- Среда обитания Ярославль (с 2014 года)[354]
- Чудеса Ярославии (2014-2015)[355]
- Ярославская область, Вперёд! К Победе! (2016)[356]
- Ярославская область, Вперёд! (2016)[357]
- ВСЕ О ДИАБЕТЕ (2017-2018)[358]

### Журналы
- Вестник Ярославского земства (1872—1907)[359]
- Уединённый пошехонец (1786)[360]
- Ежемесячное сочинение (1787)
- Ярославль Today[361] (2012—2013);
- Яркуб (2015)[362]
- Ярославский торговый зал (закрыт в 2012 году)[363];
- А Шесть[364] (2015—2018);
- Женский мир. Ренессанс[365] (выходил с декабря 2002 по 2007 год)[366];
- Прайм-сфера (закрыт в 2017 году)[367]
- Автотема-Ярославль[368]
- Ваш Досуг. Верхневолжье[369]
- V.I.P.H.E.C.D.[370]
- Темы и лица
- Shop&Go. Ярославль (закрыт в 2016 году)[371];
- За рулем — Регион. Ярославль[372];
- Путеводитель по Золотому кольцу
- Домашний любимец. Ярославль[373]
- Ярославские зарницы (1909—1910) — бесплатное приложение к газете «Голос»
- Кооперативная жизнь (1913—1914) — бесплатное приложение к газете «Голос»
- 76rus (2007—2012)[374]
- ЯРКУБ (2015—2017)[375]
- Ярославская колотушка (1906—1908)
- Энтомологическое обозрение (1901—1933)
- Русский язык в школе (август 1914—1917 года)
- Русь (1991—2001)
- Русский путь (Русский путь на рубеже веков) (2003—2007)
- Мера (2011—2013)
- Жим
- Причал (2014)[376]
- Театральный круг (2009—2014)
- Ярославская старина (1992, 1994—1997, 2000, 2006)
- Деловой вестник (1998—2003), ныне выходит как «Деловые вести Ярославии»
- Прайм-сфера (2000—2017)
- Губернский город (2004—2022)[377]
- Юность (2010—2012) — бесплатная версия газеты «Юность»
- for Beele (Для красавицы) (до 2010 года)[378]
- Ярославль 1000 (до 2012 года)[379]
- Виринея. Ярославль (до 2010 года)[380]
- Вестник городского самоуправления[381]
- Ресторанный Вестник (до 2015 года)[382]
- Автосалон[383]
- журнал утомлённого бизнесмена[384] (фактически не выходил)
- Здоровье наших детей (фактически не выходил)
- Золотой фонд. Ярославль (до 2009 года)[385]
- Квартиры и цены (до 2011 года)[386]
- Любимец-Авто (до 2013 года)[387]
- AUTOMARKET UNION («Авторыночный союз») (до 2013 года)[388]
- Секрет успеха-Ярославль[389]
- Ярославское Здоровье (до 2009 года)[390]
- Вестер-Гипер. Друг Семьи![391]
- АльянсАВТО Ярославль[392]
- Масленица (до 2013 года)[393]
- ЛАНК Телеком всегда на связи[394]
- ЯРИНФО.РУ / YARINFO.RU[395]
- Информационный коммерсант (до 2018 года)[396]
- Не зевать — отдыхать![397]
- Выбор. Ярославль[398]
- Деловой регион[399]
- Гвоздь! Ярославль[400]
- Ярославская Свадьба[401]
- К вам Аист — мамин помощник[402]
- Художественные Заметки[403]
- Русский экскурсант (1914—1917)
- Микроскоп (1913—1914)
- Ярославский колокол (1906—1907)
- Юридическая библиография (1907—1917)
- Юридические записки (1908—1914)
- Родной язык в школе (1914—1916)
- Губернский город[377] (2003-2022)[404];
- ДОМОЙ. Строительство и ремонт (20 апреля 2012 — июнь 2013 года)[405][406];
- Ветераны и молодёжь (2013—2014)[407] — журнальная версия одноимённой газеты

### Прочие издания
- Ярославская культура (до 2012 года)[408]
- Справочник для современных женщин (до 2012 года)[409]
- Автополис Ярославль (до 2016 года)[410]
- Бюллетень Ярославской недвижимости (до 2009 года)[411]
- Для выпускников (до 2012 года)[412]
- Главная адресно-телефонная книга (до 2008 года)[413]
- ЯРМИШКА.РУ (до 2020 года)[414]
- Ярославский информационный бюллетень (до 2012 года)[415]
- Робокат-информ (до 2010 года)[416]
- 2ГИС.Ярославль (до 2015 года)[417]
- Ждешь? Поиграй! Ярославль (до 2017 года)[418]
- Труды Ярославского губернского статистического комитета (1866—1885)
- Временник Демидовского юридического лицея (с 1872 года)
- Труды членов Общества для исследования Ярославской губернии в естественно-историческом отношении (с 1880 года)

### Интернет-сайты
В список включены новостные сайты (в том числе сайты печатных изданий, которые продолжили деятельность в интернете) и информационные агентства.
- Наш Ярославль
- YARLAND (ЯРЛЭНД)[419]
- Золотое кольцо (2013 — 24 июля 2022 года)[420]
- Северный край (17 января 2013 — 22 ноября 2016 года[421]
- Сетевое продвижение (до 2012 года)[422]
- Слово (до 2016 года)[423]